# Mansio

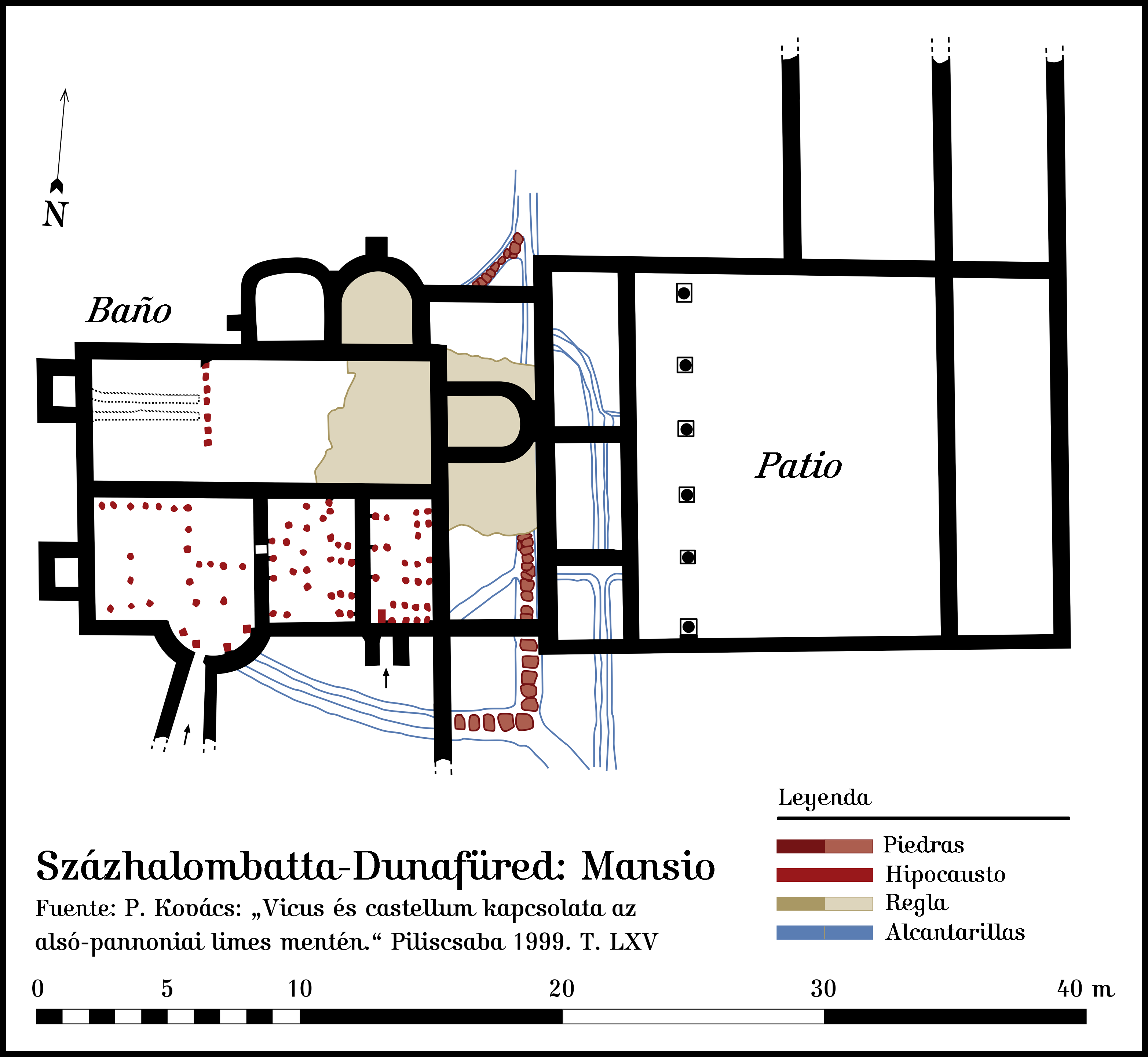
Vicus de la fortaleza Százhalombatta-Dunafüred (Matrica, Hungría): Mansio.

En la Antigua Roma, una mansio, que proviene del latín mansus, forma verbal derivada de manere (que significa "lugar donde pasar la noche durante un viaje"), era una parada oficial en una calzada romana, mantenida por el gobierno central para el uso de oficiales y hombres de negocios a lo largo de sus viajes por el Imperio. A lo largo del tiempo fueron adaptadas para acomodar a viajeros de toda condición, incluso al emperador. Pueden considerarse el precedente de las posadas, paradores y ventas, y a su vez de los establecimientos en ruta.
Las mansiones estaban bajo la gerencia y supervisión de un oficial denominado mansionarius.

## Características arquitectónicas
En sus estructuras, por los muchos restos arqueológicos descubiertos, se aprecian por lo general estancias propias de las posadas: recepción, baños termales, las habitaciones, el comedor y la cocina con su horno, su fragua, así como el granero y los establos. 

## Otros tipos de estaciones a lo largo de las calzadas romanas

### Caupona
Un sistema privado de cauponae se colocaban cerca de las mansiones. Tenían las mismas funciones que una mansio pero eran de baja reputación, siendo frecuentadas habitualmente por ladrones y prostitutas.

### Mutatio
Este tipo de estaciones o paradas prestaba servicio a los vehículos y a los animales: Eran las mutationes o lugar para cambiar de caballos y tomar otros de refresco. Estaban localizadas cada 12-18 millas. En estos complejos, el conductor podía adquirir los servicios para ajustar las ruedas, el carro, o conseguir las medicinas o un veterinario para sus animales.